# Курагіна Ольга Віталіївна
Ольга Віталіївна Курагіна  (рос. Ольга Витальевна Курагина, 21 квітня 1959) — радянська легкоатлетка, олімпійська медалістка.

## Виступи на Олімпіадах
| Олімпіада   | Дисципліна         | Місце |
| ----------- | ------------------ | ----- |
| Москва 1980 | Women's Pentathlon | 3     |